# 愛德華·亞瑟·米爾恩
愛德華·亞瑟·米爾恩，FRS（1896年02月14日—1950年09月21日），英國天文學家以及數學家。

## 生平
- 1896年，米爾恩生於英國約克郡的赫爾。
- 1914年，在就讀海默世學院期間，米爾恩贏得一份提供學生至劍橋大學三一學院研讀數學與自然科學的獎學金，並在考試當中得到前所未見的優異成績。
- 1919至1925年間，他於劍橋大學三一學院擔任研究員，並於1920至1924年間擔任太陽物理研究中心的專員；此外也於1924至1925年間在三一學院講授數學課程，1922至1925年在大學部講授天文物理學課程。

米爾恩早期的研究專注於理論天文物理。1932年後他亦致力於關於膨脹宇宙的問題以及其他關於相對論、重力以及宇宙結構的議題（1935年）；關於這些種種廣受世人關注的問題，相對於愛因斯坦的廣義相對論，他提出了另外一種看法。另一方面，他晚期關於恆星內部結構的研究曾引發了多方的爭論。

米爾恩曾於1934至1935年間擔任擔任英國皇家天文學會的主席；此外，他也算是開啟關於科學與宗教兩方關係探討的先驅者之一。

1950年，米爾恩在愛爾蘭都柏林因心臟病發逝世，當時他正在準備上課用的教材。

## 相對論、重力、宇宙結構
關於膨脹中的宇宙，米爾恩所提出的模型與愛因斯坦的模型兩者之間（後者為現今大部分人所接受）最大的差異在於，米爾恩不站在預設宇宙中物質為均勻分布的假設之上。除此之外，重力子交互作用理論也不在他的模型假設之中。

## 獲獎與榮譽
獲獎
- 1935年 英國皇家天文學會金質獎章
- 1941年 皇家獎章
- 1945年 布魯斯獎

榮譽
- 月球上的米爾恩火山以之命名